# اورله
اورله (به لهستانی:  Urle) یک روستا در لهستان است که در گمینا یادوو واقع شده‌است.
 اورله  ۴۶۱ نفر جمعیت دارد.